# Оке Нордін
Оке Нордін — шведський підприємець. Засновник компанії Fjällräven, яка спеціалізується на зовнішньому обладнанні, переважно одязі.

## Історія
Оке Нордін народився 17 березня 1936 року. Виріс в Ерншельдсвіку. Його батько та дідусь торгували фруктами. З 1956 по 1957 рік він проходив військову службу в школі парашутного полювання в Карлсборзі.
У 1950 році, у віці 14 років, Нордін пішов в похід у гори Вестерботтен і був незадоволений дизайном свого незручного рюкзака. Провівши невелике дослідження, він дізнався, що рюкзак повинен розташовуватися високо і близько до хребта власника. Використовуючи педальну швейну машинку Singer своєї матері, він зробив сумку з міцного бавовняного матеріалу. Він прикріпив її до дерев'яного каркасу, використовуючи шкіряні ремені з телячої шкіри, в якості підтримуючих ременів. Рама краще розподіляла навантаження по його спині і збільшувала вентиляцію між ним і рюкзаком. До того ж він міг нести більш важкий рюкзак. Нордін також розробив перший у світі легкий намет без конденсату. Десять років потому його винахід ліг в основу його компанії Fjällräven, яку він започаткував в підвалі свого будинку в Ерншельдсвіку. Протягом цих десяти років він пройшов військову службу в Школі десантників шведської армії в Карлсборзі, де побачив потребу у функціональному та довговічному зовнішньому обладнанні. Коли компанія розвинулась, Нордін зміг залишити тимчасову роботу. Оке працював інструктором з гірськолижного спорту, збирачем сміття, вчителем гімнастики та теслярем. Вже маючи компанію, він ще деякий час працював пожежником.
Нордін залишив управління Fjällräven на кілька років в 1980-х, коли він став учасником компанії Campari International PLC, яка котирувалась на Лондонській фондовій біржі і працювала в сфері лижного спорту. Оке деякий час жив на околицях Лондона. Він повернувся до компанії на початку 90-х років.
Нордін активно займався вітрильним спортом; він здобув перемогу у вітрильній гонці Gotland Runt та брав участь у багатьох інших змаганнях у Швеції та на міжнародному рівні. Також він цікавився планерним спортом, як на літаках так і на гелікоптерах. Норден займався хокеєм в хокейному клубі Ерншельдсвіку Modo Hockey.
Оке Нордін був генеральним директором Fenix Outdoor. Його син Мартін Нордін очолює Fenix Outdoor з 2007 року.
Оке був одружений, мав чотирьох дітей.
Влітку 2013 року у Нордін було діагностовано невиліковну хворобу. Він помер 27 грудня 2013 року у віці 77 років.